# Занзибарски архипелаг
Занзибарският архипелаг е островна група от няколко големи и по-малки острови, разположени в Индийския океан, на около 30 км от източното крайбрежие на Танзания на континента Африка.

## Острови
Най-големият и главен остров на архипелага е остров Занзибар (наричан също Унгуджа) с площ от 1666 км2. С по-малките острови около него.
Вторият по големина остров в архипелага е Пемба с площ 988 км2. С по-малките острови около него.
Трети по големина е остров Мафия с площ от 440 км2.
Общо архипелаг Мафия е с площ площ от 519 км². (440 км² е о. Мафия, 22,84 км² е о. Джуани, 5,14 км² е о. Джибондо, 3 км² е о. Чоле и др.)
Други по-малки острови:
Килва (Килуа) - 22,12 км²
Ямбе - 8,5 км²
Куале - 7,1 км²
Сонго Сонго - 5,66 км²
Фанджове - 5 км²
Окуза - 3 км²
Кома - 2,41 км²
Бонгойо - 0,805 км²
Уленге - 0,722 км²
Бвежю (Буею) - 0,71 км²
Мбудя - 0,7 км²
Вътрешен Синда - 0,5 км²
Външен Синда - 0,43 км²
Кендва (Кендуа) - 0,4 км²
Външен Макатумбе - 0,25 км²
Вътрешен Макатумбе - 0,2 км²
Пангавини - 0,15 км²
Латам - 0.03 км²
и др.
Общата площ на Занзибарският архипелаг е над 3300 км²

## Региони
Намиращите се на север острови от архипелага (включително Пемба и Занзибар), заедно с прилежащите им по-малки острови и островни групи принадлежат към автономния регион Занзибар, наследил краткотрайната държава Занзибар и Пемба, обединила се (1964) с Танганайка в държавата Танганайка и Занзибар, скоро преименувана на Танзания. На тяхна територия са обособени 5 административно-териториални региона:
- Северна Пемба
- Южна Пемба
- Западен Занзибар
- Северен Занзибар
- Южен Занзибар

Намиращият се на юг остров Мафия и принадлежащите му съседни острови е част от региона Пвани.